# Elia Frosio

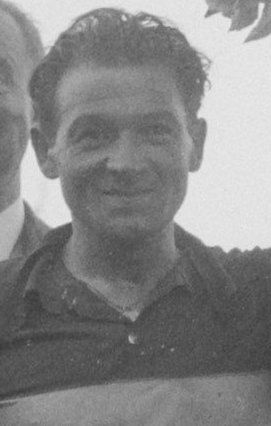
Elia Frosio (1948)

Elia Frosio (* 22. Januar 1913 in Sant’Omobono Terme; † 4. Februar 2005 in Paris) war ein italienischer Bahnradsportler und zweifacher Weltmeister.
Der in Italien geborene Elia Frosio lebte schon in Paris, als er sein Herz für den Radsport und später für den Stehersport entdeckte. Als Amateur nahm er vor dem Zweiten Weltkrieg auch an Straßenrennen teil. Nach dem Krieg wurde er zweimal Weltmeister der Profi-Steher, 1946 in Zürich sowie 1949 in Ordrup, 1948 in Amsterdam belegte er Rang zwei. Zudem wurde er von 1946 bis 1950 in Folge Italienischer Steher-Meister. 1948 wurde er Zweiter bei den Europameisterschaften im Steherrennen. 1952 wurde er Vizemeister hinter Giuseppe Martino.
Sein Heimatort Sant’Omobono Terme hat das örtliche Sportzentrum nach Frosio benannt.